# Fotobiologia
La fotobiologia è lo studio scientifico dell'interazione della luce sugli organismi viventi. Tale disciplina comprende studi di fotosintesi, processi visuali, ritmi circadiani, bioluminescenza e effetti delle radiazioni ultraviolette.

## Ricerche
Le ricerche effettuate negli ultimi anni hanno confermato l'importanza della luce come regolatore dell'equilibro dell'organismo degli esseri viventi, sia da un punto di vista psicologico sia da quello fisiologico.
Difatti la luce naturale o artificiale ha il potere di regolare non solamente l'umore e i processi cognitivi, ma anche la temperatura del corpo e i livelli ormonali.
Le caratteristiche della luce che vengono studiate per effettuare test e ottimizzazioni negli ambienti di lavoro e di studio, sono in particolar modo il grado di illuminazione, la cromaticità, la staticità e il calore della luce.
L'incidenza della luce sull'umore è attestata da molti studi effettuati nei Paesi nordici per valutare la sindrome depressiva indotta da carenza di luce, che è caratterizzata da depressione invernale e euforia estiva.
Inoltre è possibile alterare i ritmi circadiani dell'uomo e quindi i ritmi naturali che si susseguono all'interno di una giornata piena (24 ore) e che scandiscono le nostre funzioni fisiologiche.
Una dei parametri in gioco è la temperatura del corpo che abitualmente e con una certa regolarità raggiunge durante il pomeriggio il suo massimale e durante la notte il suo valore minimo. Altri parametri alterabili con i nuovi cicli sonno-veglia dell'organismo sono la melatonina, che entra in circolazione di notte, il cortisolo che invece di notte si abbassa al minimo.
I processi cognitivi influenzabile dalla luce sono la memoria a breve termine, l'attenzione, il ragionamento, la reazione, la creatività.
Le ricerche effettuate hanno accertato la presenza di una migliore prestazione lavorativa complessiva e di una migliore risposta fisiologica e psicologica dei soggetti esaminati, quando l'illuminazione è ad un livello alto e dinamico, ossia con un andamento variabile.
Nel campo della fotobiologia ambientale si parlerà di fotosintesi e delle sue applicazioni tecnologiche (fotosintesi artificiale, produzione di biomassa), degli effetti positivi della radiazione ultravioletta-B per quanto riguarda la protezione e la crescita delle piante, della fotoecologia degli ambienti marini e lacustri.